# Château des Bédaures
Le château des Bédaures, ou parfois château des Bédores, est un édifice situé à Trévol, en France.

## Localisation
Le château est situé sur le territoire de la commune de Trévol, dans le département de l'Allier, en  région Auvergne-Rhône-Alpes. Il se trouve à 4 km à l'est du bourg et on y accède par la D 288 (route de Gennetines). Il fait partie d'une propriété de 60 ha, ceinte d'un mur de 6 km.

## Description
Le château des Bédores est une vaste maison bourgeoise, construite au XIXe siècle. Il est installé dans un grand parc arboré.

## Historique
Le château est construit en 1889 pour Louis Golliaud (1845-1924), d'une famille de la bourgeoisie de Moulins.
La demeure et ses extérieurs ont fait l'objet d'une restauration soignée. En 2010, le domaine a été donné par sa propriétaire, Béatrice Buerchler-Keller, à l'association, d'origine autrichienne, de protection des animaux Gut Aiderbichl (de). C'est le plus vaste domaine de tous ceux que possède l'association dans plusieurs pays d'Europe et dans lesquels elle recueille des animaux maltraités ou en fin de vie. L'association accueille aux Bédaures plus d'une centaine de chevaux, de nombreux chats et plusieurs chiens.

## Galerie

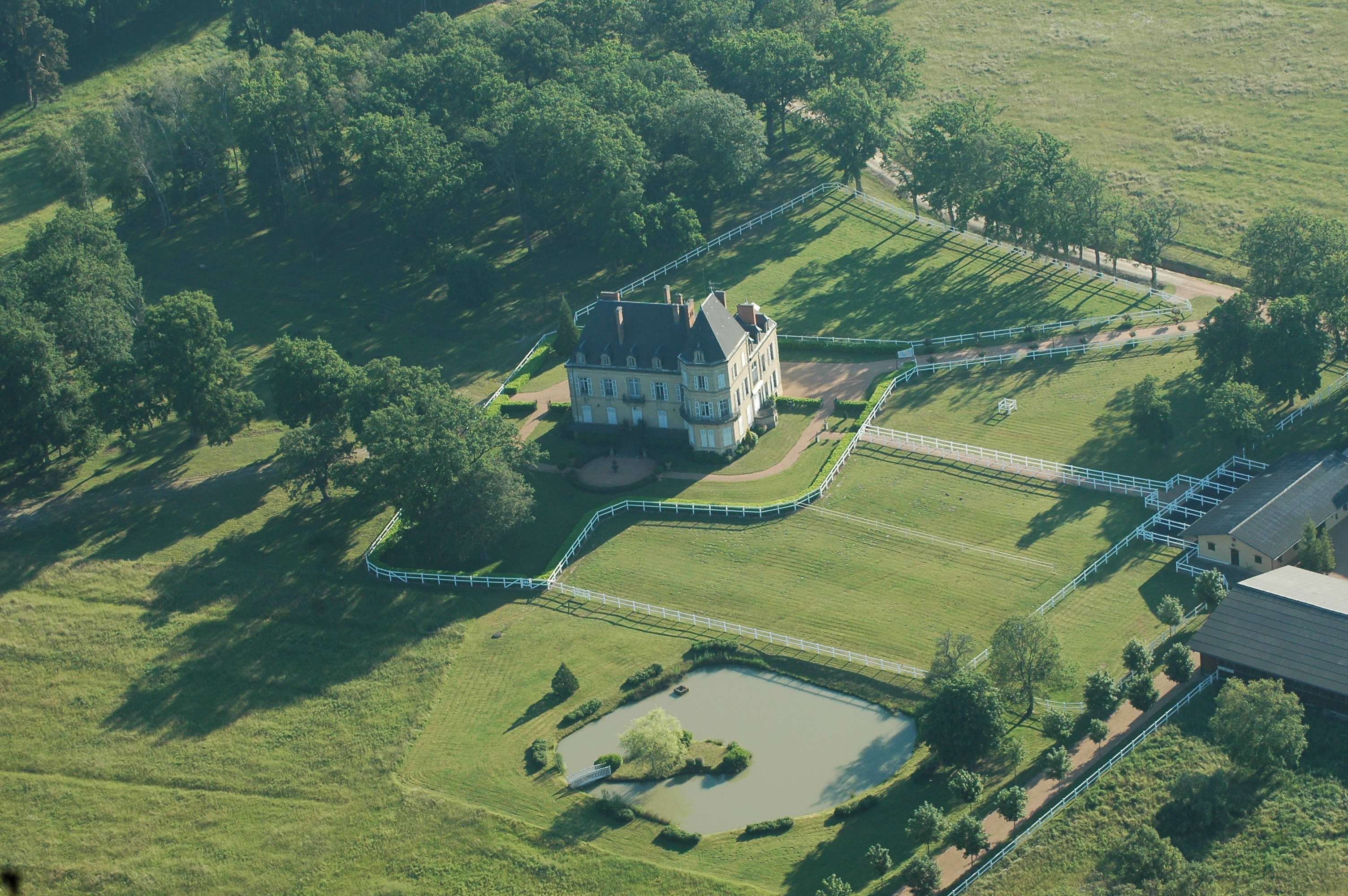
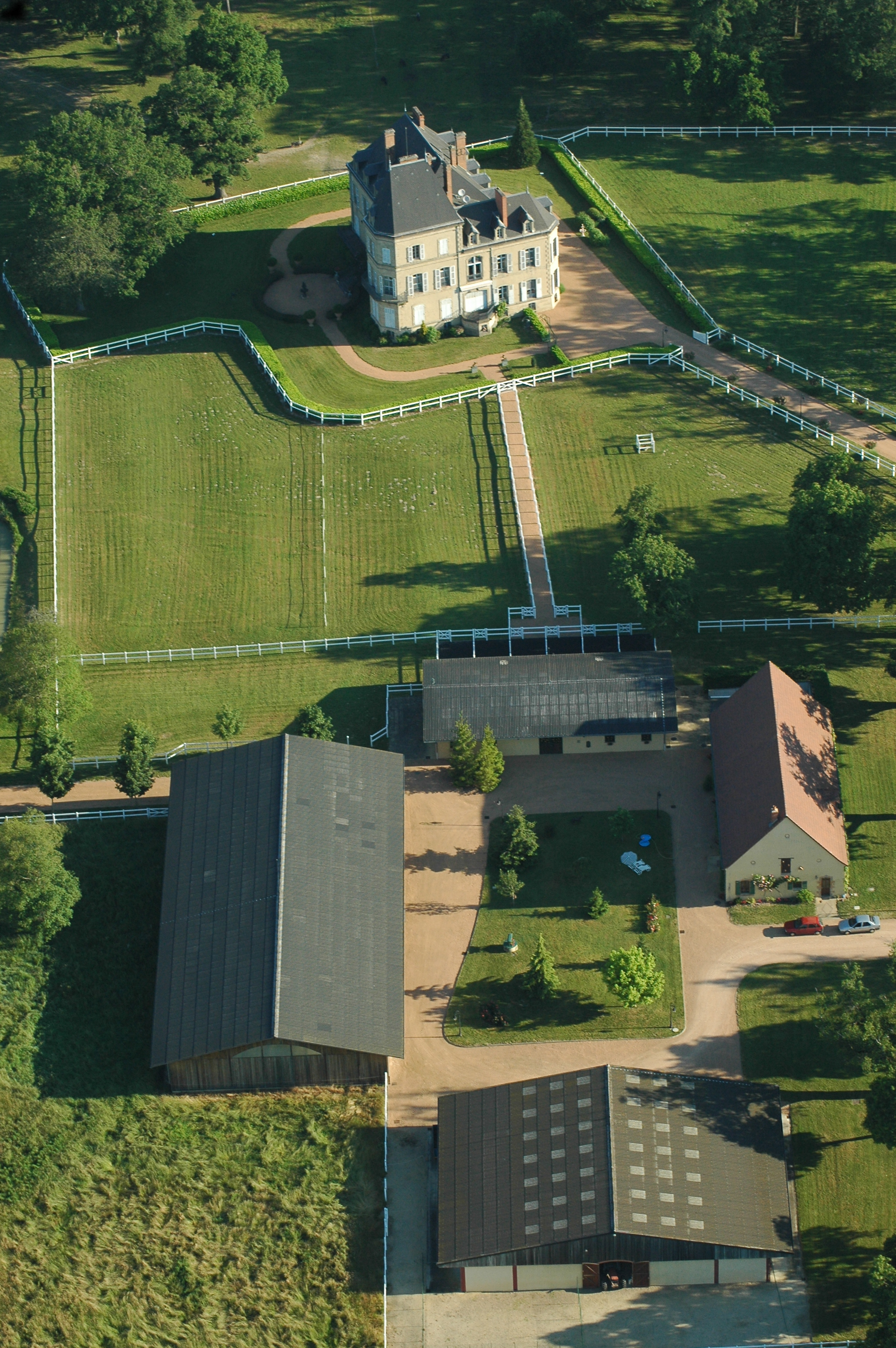
Le château et ses communs, vue aérienne.
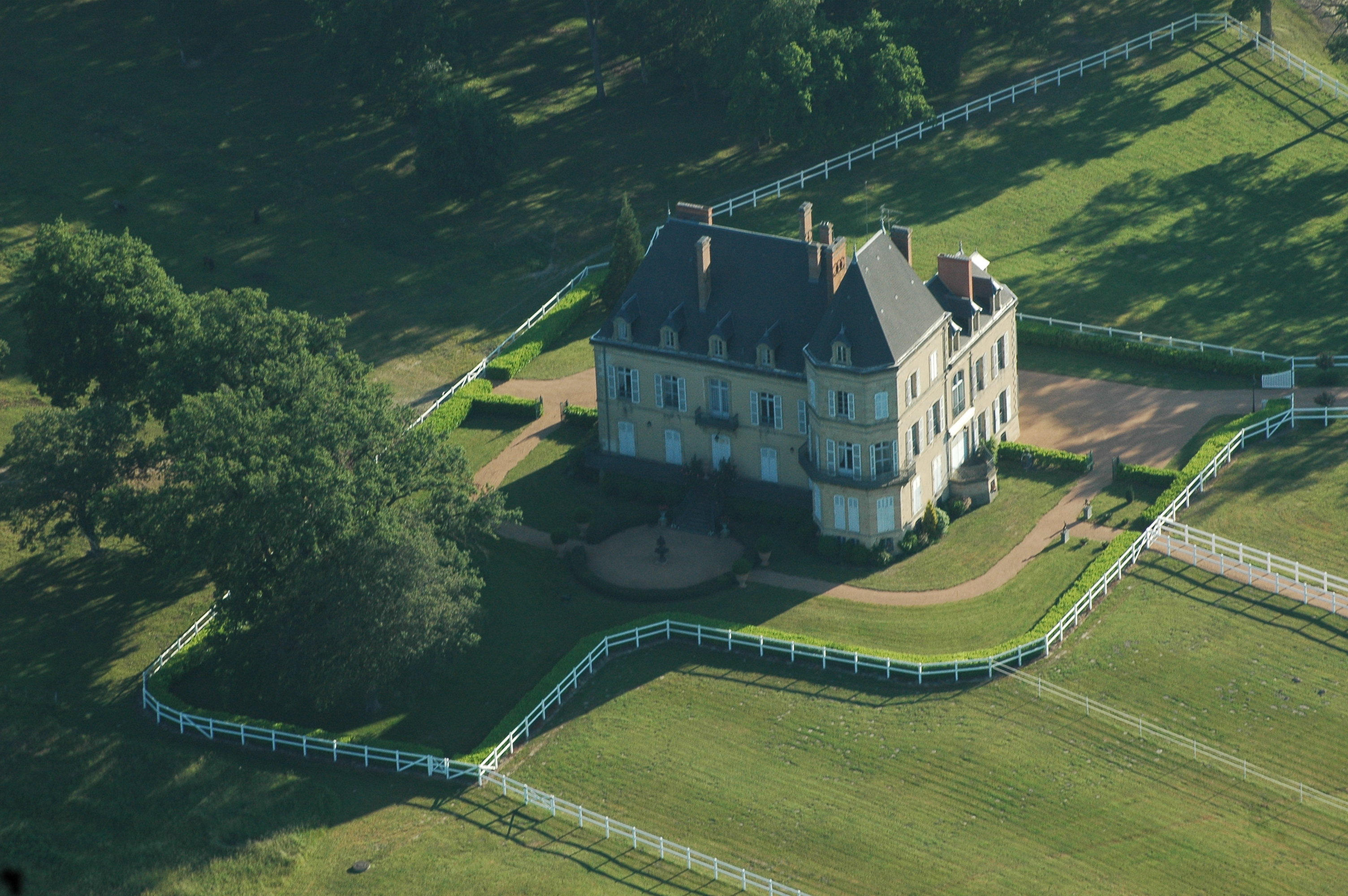